# Сун Мэйлин
Сун Мэйлин (кит. трад. 宋美齡, упр. 宋美龄, пиньинь Sòng Měilíng) (5 марта 1898, Шанхай — 23 октября 2003, Нью-Йорк) — китайский политический деятель, жена Чан Кайши. Младшая из трёх «сестёр Сун», сыгравших значительную роль в истории Китая XX века.

## Биография
Родилась в семье Чарли Суна, китайско-американского бизнесмена и методистского проповедника. У Мэйлин в семье было две старших сестры: Айлин и Цинлин,  которая впоследствии стала женой Сунь Ятсена, а также один старший брат Сун Цэ-вэнг и два младших брата. Училась в методистской миссионерской школе McTyeire School for Girls в Шанхае. В 1908 году отец отправил её продолжать образование в США вместе со старшими сестрами. Так как она была слишком юна для поступления в колледж она проживала рядом с колледжем для девушек Wesleyan College, где училась её сестра и училась на частных уроках у студентов. В 1913 году она поступила в престижный колледж для девушек Wellesley College, который окончила в 1917 году по специальностям «английская литература» и «философия».
После этого она вернулась в Шанхай, где работала в ассоциации молодых христианских женщин (YWCA). Была членом шанхайской комиссии по детскому труду.
В 1920 году Сун Мэйлин познакомилась с Чан Кайши, а в 1927 году вышла за него замуж. Свадьба состоялась в декабре 1927 года в христианском храме в Шанхае. Активно участвовала в политике, была переводчиком, секретарем и советником своего мужа. Вместе с Чан Кайши в 1934 году участвовала в организации «движения за новую жизнь». Эта общегосударственная кампания ставила своей целью обновление и укрепление Китая через восстановление традиционных конфуцианских моральных ценностей. В 1936—1938 годах была министром авиации гоминьдановского правительства. Сыграла большую роль в переговорах во время Сианьского инцидента, когда Чан Кайши был арестован. В 1937 году Журнал Time назвал её вместе с мужем человеком года.
Во время японо-китайской войны Сун Мэйлин прикладывала большие усилия к тому, чтобы добиться международной поддержки Китая.
Советский военный атташе В. И. Чуйков писал:
Мне некоторое время пришлось наблюдать за деятельностью его супруги Сун Мэйлин. Она претендовала на роль влиятельной политической деятельницы (невольно на ум приходит сравнение с женой Мао Цзэдуна — Цзян Цин). Сун Мэйлин охотно снабжала советскую военную миссию информацией о состоянии дел в Китае, о положении на фронте, о планах японского командования. В её данных было больше дезинформации, чем информации, а в словах — больше провокационных намеков, чем искренней дружбы к Советскому Союзу. Она не раз ставила вопрос о том, что большой помощью Китаю явилось бы объявление Советским Союзом войны Японии. Её неофициальное положение давало ей возможность более свободно ставить такого рода вопросы.
В 1943 году Сун Мэйлин приезжала в США, где выступала перед Конгрессом.
После поражения Чан Кайши в гражданской войне Сун Мэйлин уехала с ним на Тайвань, продолжая играть важную роль в тайваньской политике, особенно после того, как её муж начал стареть. Была шефом тайваньского Красного креста.
После смерти Чан Кайши в 1975 власть на Тайване перешла к его сыну от первого брака Цзян Цзинго, у которого были непростые отношения с Мэйлин. В 1975 году она уехала в США, где жила в поместье, принадлежавшем её семье. В 2000 году она продала поместье и с тех пор жила в квартире в престижном районе Манхэттена, практически не появляясь на публике.
В 2001 году в музее азиатского искусства в Сан-Франциско состоялась выставка рисунков и картин, написанных Сун Мэйлин и другими китайскими художниками старшего поколения.
Умерла во сне 23 октября 2003 года в возрасте 105 лет.
В фильме "Основание Китая" (2009), посвященном поражению Чан Кайши в борьбе против коммунистов, Мэйлин играет Вивиан У.

## Труды
- This Is Our China. Harper & Brothers Publishers. 1940
- China shall rise again. Harper & Brothers. 1941
- Sian: a coup d’Etat. 1941
- We Chinese Women: Speeches and Writings During the First United Nations Year. John Day Co, New York. 1943
- The Sure Victory. Fleming H. Revell Company, New York. 1955.